# Kanpantorreta
Kanpantorreta se situe dans le parc naturel d'Urkiola, dans le massif d'Eskuagatx, en Biscaye au Pays basque (Espagne) et a une altitude de 997 mètres.

## Accès
Depuis Mañaria (2 h 30 min).